# Église Saint-Martin-et-Saint-Magne de Nangis
L'église Saint-Martin-et-Saint-Magne est une église catholique située à Nangis, en France.

## Localisation
L'église est située dans le département français de Seine-et-Marne, sur la commune de Nangis.

## Historique
L'édifice est classé au titre des monuments historiques en 1989.

## Personnalités
Y furent enterrés :
- Crépin de Brichanteau